# Château d'Armainvilliers
Le château d'Armainvilliers est un fief très ancien, dont on trouve mention au XIIe siècle. Il s'étend aujourd'hui sur les communes de Tournan-en-Brie et de Gretz-Armainvilliers. 

## Historique
Un château y est mentionné dès le XIVe siècle, qui donne refuge à François Ier en 1544 après la prise de Château-Thierry par Charles-Quint. À partir de cette époque, il devient la résidence des seigneurs de Tournan et de Gretz-Armainvilliers. 
Au XVIIe siècle, il appartient donc à Henri de Beringhen puis à son fils, Jacques Louis de Beringhen et au fils de celui-ci, Charles de Beringhen, évêque du Puy, mort en 1742, et à son frère, Henri Camille de Beringhen. Ce dernier le vend en 1762 au Roi Louis XV, qui l'échange contre la principauté des Dombes avec le comte d'Eu, de qui il passe au duc de Penthièvre. 
Dans son Voyage pittoresque des environs de Paris, Dezallier d'Argenville donne une description du parc du château, mentionnant les fossés en eau autour des cours et basse-cours, un canal bordé de charmilles, un labyrinthe... 
Dans le tome IX de sa Description historique de la ville de Paris et de ses environs, Piganiol de La Force décrit aussi son parc, composé de charmilles taillées en arcades, de bosquets, d'un vaste étang. 
Dans sa Nouvelle Description des environs de Paris, parue en 1786, Dulaure décrit à son tour le parc. 
En 1704, Armainvilliers est, avec Tournan et Gretz, érigé en comté, en faveur de Jacques Louis de Beringhen.  Il est en partie détruit pendant la Révolution. 
Il est acquis en 1808 par l'agent de change Claude Bailliot.
Sous la Restauration, il fait retour dans les biens de la duchesse douairière d'Orléans. Il est cédé, après sa mort en 1821, par Louis-Philippe à sa sœur Eugène-Adélaïde-Louise à l'occasion du partage de 1822.
Les La Rochefoucauld-Doudeauville le restaurent sous le second Empire, y font remonter des boiseries du château de Bercy et aménager le parc. Sosthènes de La Rochefoucauld, 2e duc de Doudeauville, ancien aide-de-camp du roi Charles X, y décède en 1864. 
Acquis en 1877 par Edmond de Rothschild, le château est complètement rasé et remplacé par une résidence moderne, complétée par de luxueux pavillons de gardes, des fermes en style normand, de vastes communs, une grande orangerie, sur le modèle anglais. Il confie l'aménagement du parc à Élie Lainé. 
Pendant la Première Guerre mondiale, une infirmerie y est aménagée et, pendant la Seconde Guerre mondiale, il est occupé par des troupes allemandes. 
Dans les années 1980, il a été acquis par Hassan II roi du Maroc, qui a réalisé des travaux très importants de réhabilitation et mis en vente par son fils devenu le roi du Maroc Mohammed VI. Aujourd'hui c'est à l'agence Kretz de trouver son nouveau propriétaire.

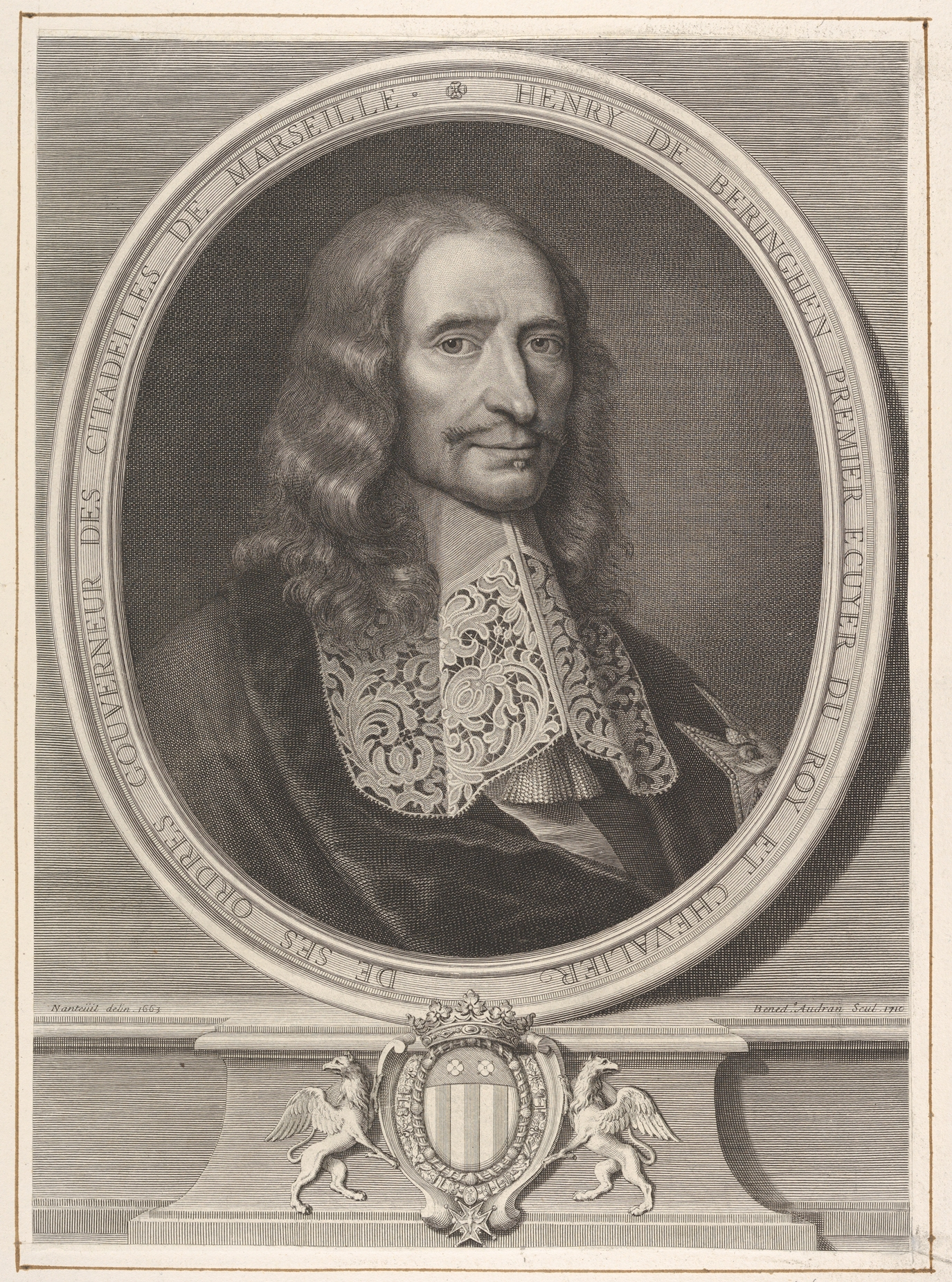
Henri de Beringhen, seigneur d'Armainvilliers (1603-1692)